# Chris Sheffield
 (décembre 2014).
Si vous disposez d'ouvrages ou d'articles de référence ou si vous connaissez des sites web de qualité traitant du thème abordé ici, merci de compléter l'article en donnant les références utiles à sa vérifiabilité et en les liant à la section « Notes et références ».
Christopher « Chris » Sheffield est un acteur américain, né le 13 juillet 1988 à Arlington (Texas).

## Biographie
En 2002, sa carrière débute avec le film Rêve de champion (The Rookie) de John Lee Hancock.
En 2014, il incarne le rôle de Will Mason dans la série télévisée The Last Ship, jusqu’en 2018. Même année, il est Ben dans le film Le Labyrinthe (The Maze Runner), aux côtés de Dylan O'Brien.

## Filmographie

### Longs métrages
- 2002 : Rêve de champion (The Rookie) de John Lee Hancock : le receveur couvert de neige
- 2011 : Transformers 3 : La Face cachée de la Lune (Transformers: Dark of the Moon) de Michael Bay
- 2012 : General Education de Tom Morris : Levi Collins
- 2014 : Le Labyrinthe (The Maze Runner) de Wes Ball : Ben
- 2015 : The Prison Experiment - L'Expérience de Stanford (The Stanford Prison Experiment) de Kyle Patrick Alvarez : Tom Thompson
- 2021 : The Block Island Sound de Kevin McManus et Matthew McManus : Harry

### Court métrage
- 2011 : Clear Blue de Lindsay MacKay : Simon

### Téléfilm
- 2013 : Partitions amoureuses (Notes from Dad) d'Eriq La Salle : T.J. Harris

### Séries télévisées
- 2009 : Geek : l'engagé d'Omega Chi (2 épisodes)
- 2010 : NCIS : Enquêtes spéciales (NCIS) : Vince (saison 7, épisode 19 : Guilty Pleasure)
- 2011 : Criminal Minds: Suspect Behavior : Shawn Meeks (saison 1, épisode 5 : Here Is the Fire)
- 2011 : Brothers and Sisters : Brody, jeune (saison 5, épisode 21 : For Better or for Worse)
- 2011 : Les Experts : Miami (CSI: Miami)  : Travis Reeves (saison 10, épisode 3 : Blown Away)
- 2014 : Happyland : Noah Watson (4 épisodes)
- 2014-2018 : The Last Ship : Will Mason (21 épisodes)
- 2015-2016 : Aquarius : Walt Hodiak (11 épisodes)
- 2019 : Los Angeles : Bad Girls (L.A.'s Finest)  : Fraley (saison 1, épisode 12 : Armageddon)
- 2019 : Good Trouble  : Jeff (8 épisodes)